# Jay Wheeler

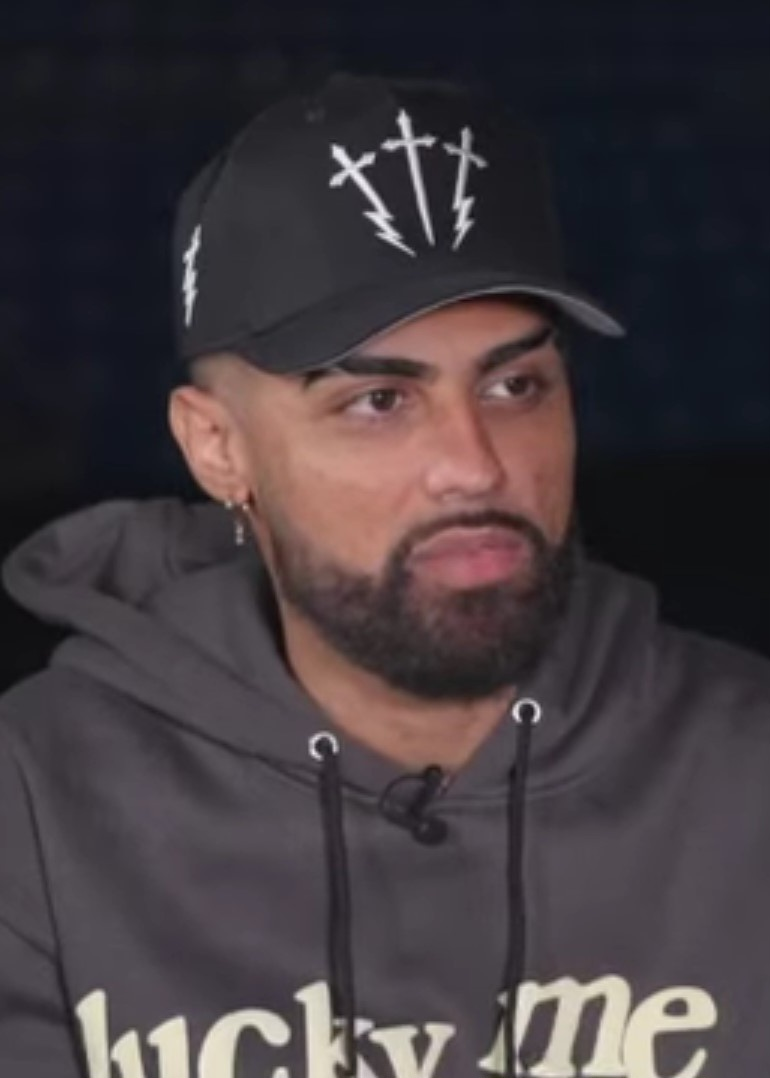
Jay Wheeler (2022)

José Ángel López Martínez (* 25. April 1994 in Salinas, Puerto Rico), bekannt unter seinem Künstlernamen Jay Wheeler, ist ein puerto-ricanischer Sänger, Songwriter, Tänzer und Plattenproduzent.

## Leben
Wheeler wurde am 25. April 1994 als José Ángel López Martínez in einer Arbeiterfamilie in Salinas, Puerto Rico, geboren. Sein Interesse an der Musik entwickelte er bereits als Kind durch das Singen in der örtlichen Kirche, wo er auch das Klavierspielen erlernte. Während seiner Teenagerjahre hörte Wheeler auf zu singen und begann stattdessen mit der Produktion zu experimentieren, nachdem er aufgrund des regelmäßigen Mobbings in der Schule Angst vor dem Singen in der Öffentlichkeit entwickelt hatte. Im Alter von 16 Jahren trennte sich Wheeler von seiner Freundin, ein Vorfall, der ihn dazu inspirierte, einen neuen Song, "Ahora Estoy Mejor", zu schreiben und sich selbst dabei aufzunehmen. Nachdem er es einem Freund gezeigt hatte, wurde er ermutigt, es online zu stellen, wo es über Nacht zu einem viralen Hit wurde, der über 500.000 Aufrufe generierte und Wheeler als Plattform diente, um ernsthaft eine Karriere als Musiker zu verfolgen.

## Karriere

### Anfänge (2016–2018)
Wheeler nutzte seine neu gewonnene Fangemeinde, um weiterhin Musik über Instagram und Facebook zu veröffentlichen, baute sich eine stetige Fangemeinde auf und verdiente sich den Spitznamen "La Voz Favorita" (Die Lieblingsstimme). Später entschied er sich für den Künstlernamen Jay Wheeler; er bat seine Fans, einen Namen zu wählen, der zu "Jay" passen würde, und entschied sich schließlich für Wheeler als besten Vorschlag; er war der Meinung, dass "Jay Wheeler, La Voz Favorita" einfach richtig klang. Nach einer stetigen Anzahl von Veröffentlichungen zwischen 2016 und 2018 wurde Dynamic Records auf Wheeler aufmerksam und nahm ihn unter seinen ersten Plattenvertrag. Ein Video von Wheeler, der beim Anblick der Fans, die seine Musik singen, auf der Bühne in Tränen ausbricht, ging 2018 viral und wurde später von DJ Nelson gesehen, der Wheeler ansprach und ihm anbot, sein Mentor zu sein.

### 2019 bis heute: Platónico, Platónicos und Arbeit mit DJ Nelson
DJ Nelson sagte Wheeler, dass er eine genaue Vision für ihn als Künstler habe und bot ihm an, sein erstes Studioalbum Platónico zu produzieren, das 2019 erschien und den erfolgreichen Otra Noche Mas-Remix mit Farruko enthielt.
Wheeler begann kurz darauf mit der Arbeit an seinem zweiten Werk, einer Fortsetzung seines ersten Albums, das den Namen Platónicos tragen sollte. Das 2020 veröffentlichte und erneut von DJ Nelson produzierte Album enthielt die Hitsingle "La Curiosidad" mit Myke Towers, die auf Platz 5 der Billboard Hot Latin Songs Charts landete.

## Diskografie

### Studioalben
| Jahr | Titel Musiklabel                                                     | Höchstplatzierung, Gesamtwochen, AuszeichnungChartplatzierungen (Jahr, Titel, Musiklabel, Platzierungen, Wochen, Auszeichnungen, Anmerkungen) | Höchstplatzierung, Gesamtwochen, AuszeichnungChartplatzierungen (Jahr, Titel, Musiklabel, Platzierungen, Wochen, Auszeichnungen, Anmerkungen) | Anmerkungen                                           |
| Jahr | Titel Musiklabel                                                     | Latin | ES | Anmerkungen                                           |
| ---- | -------------------------------------------------------------------- | --- | --- | ----------------------------------------------------- |
| 2019 | Platónico Linked Music / Dynamic Records / Empire                    | — | — | Erstveröffentlichung: 28. November 2019 mit DJ Nelson |
| 2020 | Platónicos Linked Music / Dynamic Records / Empire                   | Latin16 (68 Wo.)Latin | ES23 (6 Wo.)ES | Erstveröffentlichung: 12. Juni 2020 mit DJ Nelson     |
| 2022 | De mi para ti Linked Music / Dynamic Records / Empire                | Latin16 (4 Wo.)Latin | ES68 (1 Wo.)ES | Erstveröffentlichung: 12. Januar 2022                 |
| 2022 | El amor y yo Linked Music / Dynamic Records / Empire                 | Latin13 (3 Wo.)Latin | ES36 (3 Wo.)ES | Erstveröffentlichung: 11. Februar 2022                |
| 2022 | Emociones Linked Music / Dynamic Records / Empire                    | Latin10 (11 Wo.)Latin | ES13 (24 Wo.)ES | Erstveröffentlichung: 19. August 2022                 |
| 2023 | Emociones 1.5 Linked Music / Dynamic Records / Empire                | Latin37 (2 Wo.)Latin | ES67 (3 Wo.)ES | Erstveröffentlichung: 25. April 2023                  |
| 2023 | Trappii Linked Music / Dynamic Records / Empire                      | Latin25 Platin · (2 Wo.)Latin | ES18 (6 Wo.)ES | Erstveröffentlichung: 27. Oktober 2023                |
| 2024 | Música Buena Para Días Malos Linked Music / Dynamic Records / Empire | Latin28 (… Wo.)Latin | ES15 (9 Wo.)ES | Erstveröffentlichung: 25. April 2024                  |
| 2025 | Girasoles Linked Music / Dynamic Records / Empire                    | — | ES18 (3 Wo.)ES | Erstveröffentlichung: 21. März 2025                   |

### Singles
| Jahr | Titel Album                               | Höchstplatzierung, Gesamtwochen, AuszeichnungChartplatzierungen (Jahr, Titel, Album, Platzierungen, Wochen, Auszeichnungen, Anmerkungen) | Höchstplatzierung, Gesamtwochen, AuszeichnungChartplatzierungen (Jahr, Titel, Album, Platzierungen, Wochen, Auszeichnungen, Anmerkungen) | Anmerkungen |
| Jahr | Titel Album                               | Latin | ES | Anmerkungen |
| --- | ----------------------------------------- | --- | --- | --- |
| 2020 | La curiosidad Platónicos                  | Latin5 ×8Achtfachplatin · (39 Wo.)Latin                                                                                                  | ES2 ×7Siebenfachplatin · (57 Wo.)ES | Erstveröffentlichung: 13. Juni 2020 feat. DJ Nelson & Myke Towers                                                     |
| 2020 | No Te Enamores (Remix) –                  | Latin30 Platin · (12 Wo.)Latin | ES5 ×2Doppelplatin · (21 Wo.)ES | Erstveröffentlichung: 20. November 2020 mit Milly, Farruko, Nio Garcia & Amenazzy                                     |
| 2020 | Vete Pal Carajo –                         | Latin— ×2DoppelplatinLatin | ES12 ×2Doppelplatin · (13 Wo.)ES | Erstveröffentlichung: 25. November 2020 mit DJ Nelson & Yan Block                                                     |
| 2020 | La curiosidad (Blue Grand Prix Remix) –   | — | ES14 Platin · (16 Wo.)ES | Erstveröffentlichung: 17. Dezember 2020 feat. Myke Towers, Jhay Cortez, Lunay, Rauw Alejandro & Kendo Kaponi          |
| 2021 | Conexión –                                | Latin— ×3DreifachplatinLatin | ES83 ×2Doppelplatin · (3 Wo.)ES | Erstveröffentlichung: 29. April 2021 mit Foreign Teck & Justin Quiles feat. Bryant Myers, Eladio Carrión & Tory Lanez |
| 2021 | Si te veo –                               | Latin44 (3 Wo.)Latin | ES43 Gold · (7 Wo.)ES | Erstveröffentlichung: 7. Mai 2021 mit Arcángel & Miky Woodz                                                           |
| 2021 | Fragancia –                               | Latin48 Platin · (1 Wo.)Latin | ES38 Platin · (10 Wo.)ES | Erstveröffentlichung: 13. Mai 2021 mit Juhn                                                                           |
| 2022 | Suelta Emociones                          | Latin— PlatinLatin | ES35 ×2Doppelplatin · (18 Wo.)ES | Erstveröffentlichung: 8. Juli 2022 feat. Mora                                                                         |
| 2023 | Pacto Emociones 1.5                       | — | ES42 Platin · (11 Wo.)ES | Erstveröffentlichung: 24. April 2023 mit Dei V, Hades66 & Luar La L                                                   |
| 2023 | Pacto (Remix) Trappii                     | Latin29 (2 Wo.)Latin | ES29 Gold · (13 Wo.)ES | Erstveröffentlichung: 28. Juli 2023 mit Anuel AA, Dei V, Hades66 & Bryant Myers                                       |
| Folgende Lieder erschienen nicht als Single, wurden aber durch das Album zum Download und Streaming bereitgestellt und konnten somit eine Platzierung erlangen: |                                           | | | |
| |                                           | | | |
| 2024 | Textos Fríos Música Buena Para Días Malos | — | ES63 Gold · (4 Wo.)ES | feat. Mora |
| 2025 | Nota Música Buena Para Días Malos         | — | ES36 (… Wo.)ES | feat. Omar Courtz |

Weitere Singles
- 2014: Orgullo (Remix) (mit J Balvin, ES: Gold)
- 2019: Dime Que Sí (mit DJ Nelson, US: Platin (Latin), ES: Gold)
- 2020: Me Enamoré (mit DJ Nelson, US: Platin (Latin))
- 2020: Lloras (Remix) (mit Cauty, Lenny Tavarez, Noriel & Alex Rose, ES: Gold)
- 2021: Desnudarte (mit Brytiago, US: Gold (Latin), ES: Gold)
- 2021: Viendo el techo (ES: Gold)
- 2022: Dicelo (mit Zhamira Zambrano, US: ×2Doppelplatin (Latin) , ES: Gold)
- 2023: Extrañándote (mit Zhamira Zambrano, US: ×2Doppelplatin (Latin) , ES: Gold)

### Gastbeiträge
| Jahr | Titel Album                                      | Höchstplatzierung, Gesamtwochen, AuszeichnungChartplatzierungen (Jahr, Titel, Album, Platzierungen, Wochen, Auszeichnungen, Anmerkungen) | Höchstplatzierung, Gesamtwochen, AuszeichnungChartplatzierungen (Jahr, Titel, Album, Platzierungen, Wochen, Auszeichnungen, Anmerkungen) | Anmerkungen                                                                                  |
| Jahr | Titel Album                                      | Latin | ES | Anmerkungen                                                                                  |
| --- | ------------------------------------------------ | --- | --- | -------------------------------------------------------------------------------------------- |
| 2020 | La tóxica (Remix) –                              | — | ES54 Gold · (5 Wo.)ES | Erstveröffentlichung: 24. Juli 2020 Farruko, Sech & Myke Towers feat. Jay Wheeler & Tempo    |
| 2021 | Otro fili Jose                                   | Latin26 (1 Wo.)Latin | ES51 Gold · (4 Wo.)ES | Erstveröffentlichung: 11. Juni 2021 J Balvin feat. Jay Wheeler                               |
| 2022 | Si Te Preguntan… Llamada perdida                 | Latin31 ×3Dreifachplatin · (12 Wo.)Latin                                                                                                 | ES96 Gold · (1 Wo.)ES | Erstveröffentlichung: 23. Juni 2022 Prince Royce feat. Nicky Jam & Jay Wheeler               |
| 2024 | Wya Remix Red –                                  | — | ES30 Platin · (22 Wo.)ES | Erstveröffentlichung: 10. Mai 2024 J Abdiel feat. Yan Block, Izaak, Jay Wheeler & De La Rose |
| Folgende Lieder erschienen nicht als Single, wurden aber durch das Album zum Download und Streaming bereitgestellt und konnten somit eine Platzierung erlangen: |                                                  | | |                                                                                              |
| |                                                  | | |                                                                                              |
| 2024 | Quitenme el teléfono The Academy: Segunda Misión | — | ES55 Gold · (4 Wo.)ES | Dímelo Flow, Justin Quiles, Sech, Dalex & Lenny Tavárez feat. Yandel & Jay Wheeler           |
| 2024 | Aunque llegue La pentera negra                   | — | ES63 (1 Wo.)ES | Myke Towers feat. Jay Wheeler                                                                |
| 2025 | Duele un montón despedirme de ti Cuarto azul     | — | ES15 (5 Wo.)ES | Aitana feat. Jay Wheeler                                                                     |

Weitere Gastbeiträge
- 2020: Nocturna (Remix) (Nio Garcia, Bryant Myers & Lenny Tavárez feat. Miky Woodz & Jay Wheeler, ES: Gold)
- 2022: Desde Mis Ojos (Remix) (Chris Lebron, Sech & Jay Wheeler, US: Platin (Latin))

## Auszeichnungen für Musikverkäufe
| Goldene Schallplatte - Spanien - 2024: für das Lied Eazt - 2024: für das Lied Cuando fue Platin-Schallplatte - Spanien - 2025: für das Lied Lugar seguro - Vereinigte Staaten - 2023: für das Lied Lugar seguro (Latin) | 2× Platin-Schallplatte - Vereinigte Staaten - 2024: für das Lied Cuando fue (Latin) 3× Platin-Schallplatte - Vereinigte Staaten - 2023: für das Lied Eazt (Latin) |

Anmerkung: Auszeichnungen in Ländern aus den Charttabellen bzw. Chartboxen sind in ebendiesen zu finden.
| Land/RegionAuszeichnungen für Musikverkäufe (Land/Region, Auszeichnungen, Verkäufe, Quellen) | Gold       | Platin       | Verkäufe  | Quellen             |
| -------------------------------------------------------------------------------------------- | ---------- | ------------ | --------- | ------------------- |
| Spanien (Promusicae)                                                                         | 16× Gold16 | 20× Platin20 | 1.620.000 | elportaldemusica.es |
| Vereinigte Staaten (RIAA)                                                                    | Gold1      | 33× Platin33 | 2.010.000 | riaa.com            |
| Insgesamt                                                                                    | 17× Gold17 | 53× Platin53 |           |                     |

## Einflüsse
Jay Wheeler nennt unter anderem J Balvin, Nicky Jam, Bad Bunny, Daddy Yankee und Arcángel als die Sänger, die ihn in seiner künstlerischen Laufbahn stets inspiriert haben.